# 登步乡
登步乡是中华人民共和国浙江省舟山市普陀区一个已撤销的乡，2013年8月29日，舟山市人民政府批复同意撤销登步乡，将其所辖行政区域划归沈家门街道。
辖有登步岛、西闪岛、东闪岛等岛屿。陆地面积14平方公里，总人口约6千人。

## 地理
登步岛为登步乡最大的岛屿。除登步岛外，其余岛屿无常住居民。

## 行政区划
登步乡辖有3个行政村，以及3个渔农村新型社区：
- 行政村：大嶴村、竹东村、沙头村；
- 渔农村新型社区：大嶴社区(大嶴村)、竹东社区(竹东村)、沙头社区(沙头村)；